# Black Symphony (альбом)
Black Symphony — дебютный полноформатный студийный альбом группы Black Symphony, официально выпущенный в 1998 году лейблом Rising Sun Records. В 1996 году альбом был издан лейблом Nuerra Records под наименованием группы Breathe без получения на то разрешения участников группы.

## Создание
По словам Рика Плестера подавляющая часть альбома была написана непосредственно перед его записью, а около 10 % композиций является переработкой старых идей. При этом ещё раньше было записано демо альбома, которое, опять же по словам Рика, нигде не издавалось и носило характер концептуального: 

…на том демо были совершенно убийственные идеи и превосходные тексты, всё это должно быть записан не раньше, чем после ещё трёх или четырёх альбомов группы. Это концептуальный альбом… именно поэтому нам нужно стать достаточно успешной группой, прежде чем выпускать такой диск без риска провалиться, — Рик Плестер.

## Список композиций

### Издание 1996 года
1. The Poor / The Edge 6:43
2. End of Your Life 3:33
3. Breathe 4:14
4. Are You Crying 3:51
5. The Wind 3:27
6. Never 3:51
7. Listen 4:03
8. Period of Mourning 2:36
9. The Black Symphony 11:49

### Издание 1998 года
1. Never	03:50
2. Breathe 04:12
3. End of Your Life 03:32
4. Are You Crying 03:51
5. The Poor / The Edge 06:42
6. The Wind 03:26
7. Listen 04:03
8. Period of Mourning 02:36
9. The Black Symphony 11:50

## Участники записи
- Майк Пирс — вокал
- Рик Плестер — гитара, клавишные, бэк-вокал
- Джефф Мартин — ударные, перкуссия, бэк-вокал
- Рев Джонс — бас, бэк-вокал
- Роберт Васичек — клавишные
- Роберт Беннетт — виолончель, бас, бэк-вокал